# Wadi Arus
El Wadi Arus (en árabe: وادي عروس‎, romanizado: Wādī ‘Arūs)  es un valle o río seco, con caudal efímero o intermitente, que fluye casi exclusivamente durante la temporada de lluvias, perteneciente a la cuenca hidrográfica del Wadi Bih, (subcuenca del Wadi Shah), al noreste de los Emiratos Árabes Unidos, en el Emirato de Ras al Jaima. 
Es afluente del Wadi Shah, a partir de su confluencia con el Wadi Jib, y se forma principalmente por los barrancos y torrenteras que discurren por la vertiente occidental del gran acantilado fronterizo entre Omán y EAU, a partir de 1 km al sur, aproximadamente, de la cima del Jabal Sal (1.575 m); y por los procedentes de la vertiente norte y noroeste del Jabal Yabanah (1.480 m).

## Recorrido
En un primer tramo de su recorrido principal, el Wadi Arus fluye de norte a sur, en paralelo y muy próximo a la línea de grandes acantilados que delimitan la frontera entre Omán y EAU, al sur del Jabal Sal (1.575 m)  (Coordenadas 25.93251°N, 56.16921°E), recibiendo las aguas de los barrancos y torrenteras de su vertiente occidental, junto al histórico poblado de Yinainir.

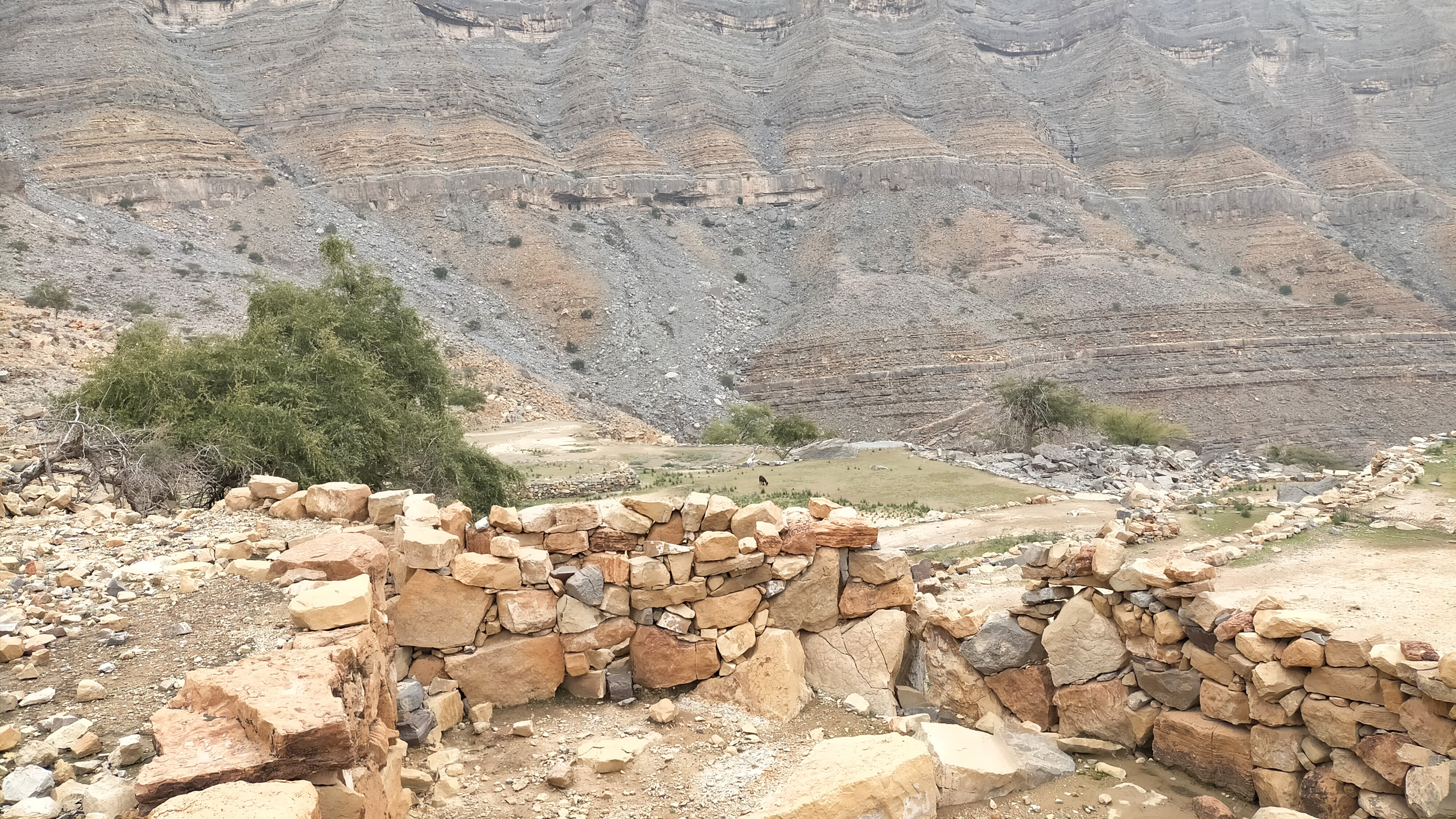
Wadi Arus. Vista de los barrancos que fluyen desde el acantilado fronterizo entre Omán y EAU, hacia la aldea de Yinainir

En menor medida, este primer tramo recibe también las aguas procedentes de las pequeñas colinas situadas al sur y al este de Musaibat, que configuran en esa zona la divisoria de las aguas, entre las que fluyen hacia el norte (Wadi Jib), y las que fluyen hacia el sur (Wadi Arus). 
En sus tramos central y final, que discurren de este a oeste, el Wadi Arus recibe la aportación de las aguas de la vertiente norte y noroeste de la continuación de la misma línea de acantilados fronterizos, incluida la cima de otro de los importantes picos de Emiratos: el Jabal Yabanah (1.480 m)  (Coordenadas 25.87500°N, 56.16000°E), que se concentran en dos grandes barrancos afluentes por la izquierda.  
El cauce del Wadi Arus está cubierto en la mayor parte de su recorrido, por una gran cantidad de rocas y piedras desprendidas de sus altas paredes laterales, a causa de la erosión causada por las aguas y los característicos procesos de meteorización física.
Ya en el tramo final, en el que se ha construido recientemente una presa destinada al control de las inundaciones, presenta un cauce menos accidentado. 

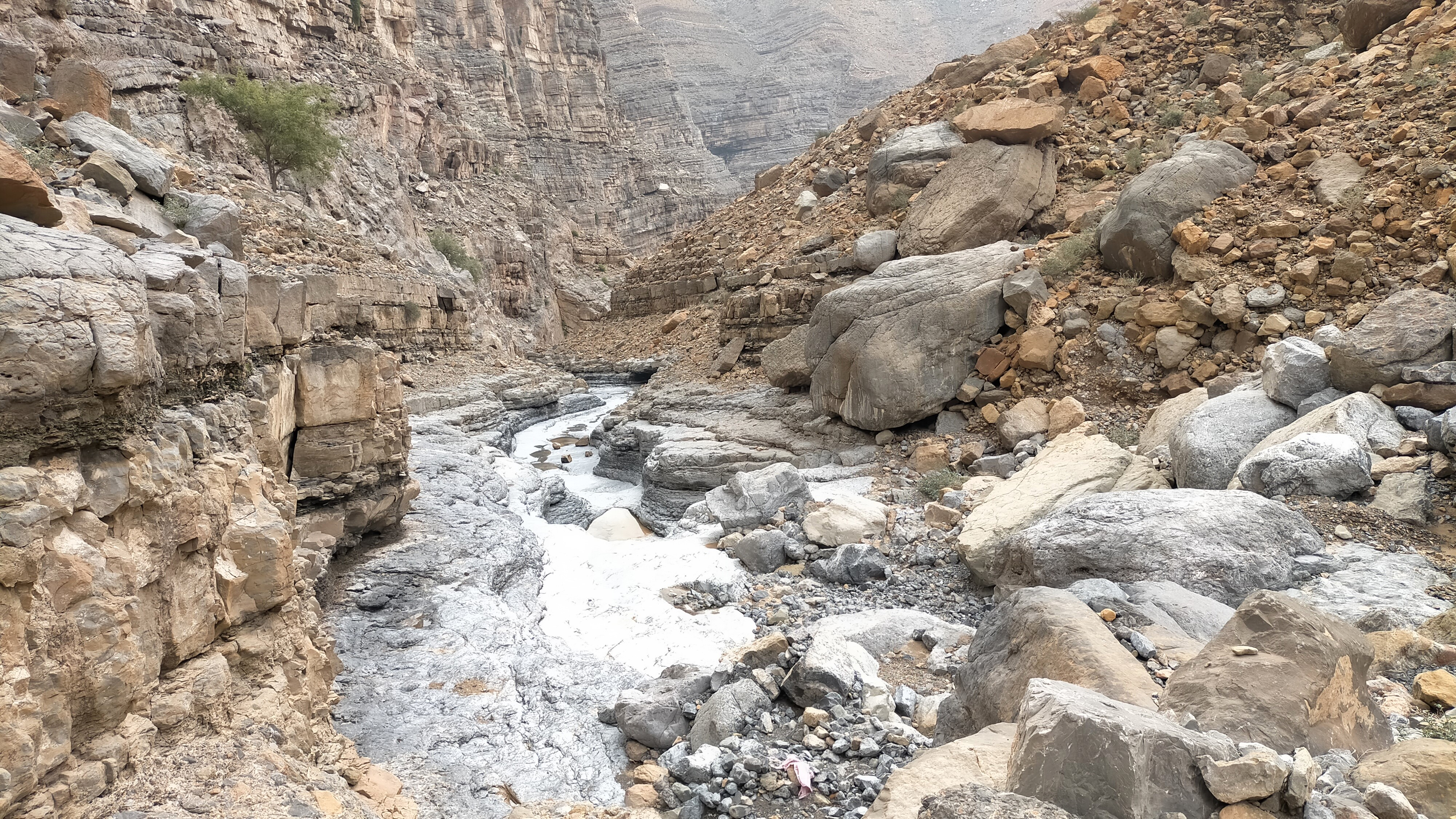
Wadi Arus. Pozas y piscinas naturales en su curso medio

El Wadi Arus confluye con el Wadi Jib aproximadamente en el punto de coordenadas 25°53′58.3″ N 56°8′28.2″ E, formando la cabecera del Wadi Shah (Wadi Shehah), que da nombre a toda la subcuenca hidrográfica. 
Un kilómetro al oeste de este punto, estuvo asentado el histórico poblado de Shah (Shāh), del que todavía se conservan algunos de sus bancales, apriscos y otras construcciones de piedra, diseminados junto a un pequeño wadi que también lleva su nombre.

## Toponimia
Nombres alternativos:	Wadi Arus, Wadi `Arus, Wādī ‘Arūs
El nombre del Wadi Arus quedó registrado en la documentación y mapas elaborados entre 1950 y 1960 por el arabista, cartógrafo, militar y diplomático británico Julian F. Walker, durante los trabajos efectuados para el establecimiento de fronteras entre los entonces denominados Estados de la Tregua, completados posteriormente por el Ministerio de Defensa del Reino Unido, en mapas a escala 1:100.000 publicados en 1971.
Dado que la extensa subcuenca hidrográfica del Wadi Shehah o Wadi Shah (72,06 km²), a la que pertenece el Wadi Arus, que incluye no sólo el propio Wadi Shah, sino también a todos sus afluentes, tiene la misma denominación que el wadi principal, y que esta misma denominación se utiliza también a efectos postales y administrativos, está muy extendido entre sus visitantes el error de considerar que este es el único topónimo que corresponde a los diferentes wadis e incluso algunos núcleos de población de la región, ignorando frecuentemente el nombre real de cada uno de estos lugares, por lo que en algunas ocasiones también el Wadi Arus ha sido incorrectamente denominado Wadi Shehah o Wadi Shah.
Para mayor confusión, recientemente se ha instalado nueva cartelería en la ruta de acceso a la zona de Jebel Jais, en la que se hace referencia al nombre de Wadi Khammed, que carece de antecedentes topográficos y referencias cartográficas o documentales históricas.

## Población
El área geográfica del Wadi Arus estuvo poblada históricamente por la tribu seminómada Shihuh, secciones de Bani Hadiyah (en árabe: بني هدية‎) y Bani Shatair (en árabe: بني شطير‎), que ocupaban, entre otros territorios, las zonas tribales de Bani Idaid y de Bani Bakhit, respectivamente.